# Fabrizio Costantini
Fabrizio Costantini (San Marino, 3 giugno 1968) è un allenatore di calcio sammarinese, tecnico del Fiorentino.

## Carriera
Il 23 febbraio 2017 viene nominato CT della nazionale sammarinese Under-21. Il 28 novembre 2021 sostituisce Franco Varrella alla guida della nazionale maggiore. Esordisce sulla panchina dei Titani il 25 marzo 2022 contro la Lituania in amichevole, rimediando una sconfitta (1-2 per la nazionale baltica).
Il 12 dicembre del 2023 la Federazione Sammarinese annuncia in un comunicato di non aver rinnovato il contratto di Costantini, che quindi conclude la sua esperienza alla guida dei Titani con due pareggi (entrambi ottenuti nell'autunno del 2022, in altrettante amichevoli contro le nazionali di Seychelles e Saint Lucia) e 17 sconfitte su 19 partite ufficiali. Nelle ultime tre partite della sua gestione, valide per le qualificazioni a Euro 2024, pur non ottenendo alcun punto la nazionale di San Marino è sempre andata a segno, evento senza precedenti nella storia della rappresentativa sammarinese.
Il 20 febbraio 2024 viene nominato nuovo tecnico del Novafeltria, in Eccellenza Emilia-Romagna.

## Statistiche

### Statistiche da allenatore

#### Club
Statistiche aggiornate al 7 maggio 2025.
| Stagione               | Squadra                | Campionato             | Campionato | Campionato | Campionato | Campionato | Coppe nazionali | Coppe nazionali | Coppe nazionali | Coppe nazionali | Coppe nazionali | Coppe continentali | Coppe continentali | Coppe continentali | Coppe continentali | Coppe continentali | Altre coppe | Altre coppe | Altre coppe | Altre coppe | Altre coppe | Totale | Totale | Totale | Totale | % Vittorie | Piazzamento |
| Stagione               | Squadra                | Comp                   | G          | V          | N          | P          | Comp            | G               | V               | N               | P               | Comp               | G                  | V                  | N                  | P                  | Comp        | G           | V           | N           | P           | G      | V      | N      | P      | %          | Piazzamento |
| ---------------------- | ---------------------- | ---------------------- | ---------- | ---------- | ---------- | ---------- | --------------- | --------------- | --------------- | --------------- | --------------- | ------------------ | ------------------ | ------------------ | ------------------ | ------------------ | ----------- | ----------- | ----------- | ----------- | ----------- | ------ | ------ | ------ | ------ | ---------- | ----------- |
| 2010-2011              | Fiorentino             | CS                     | 20         | 5          | 4          | 11         | CT              | 8               | 3               | 2               | 3               | -                  | -                  | -                  | -                  | -                  | -           | -           | -           | -           | -           | 28     | 8      | 6      | 14     | 28,57      | 6º          |
| 2011-2012              | Fiorentino             | CS                     | 20         | 8          | 3          | 9          | CT              | 8               | 3               | 1               | 4               | -                  | -                  | -                  | -                  | -                  | -           | -           | -           | -           | -           | 28     | 11     | 4      | 13     | 39,29      | 6º          |
| 2012-2013              | Fiorentino             | CS                     | 21         | 7          | 8          | 6          | CT              | 8               | 3               | 1               | 4               | -                  | -                  | -                  | -                  | -                  | -           | -           | -           | -           | -           | 29     | 10     | 9      | 10     | 34,48      | 4º          |
| 2013-2014              | Juvenes/Dogana         | CS                     | 20         | 10         | 7          | 3          | CT              | 9               | 4               | 2               | 3               | -                  | -                  | -                  | -                  | -                  | -           | -           | -           | -           | -           | 29     | 14     | 9      | 6      | 48,28      | 4º          |
| 2014-2015              | Juvenes/Dogana         | CS                     | 20+4       | 12+1       | 4+1        | 4+2        | CT              | 10              | 5               | 3               | 2               | -                  | -                  | -                  | -                  | -                  | -           | -           | -           | -           | -           | 34     | 18     | 8      | 8      | 52,94      | 2º          |
| 2015-2016              | Juvenes/Dogana         | CS                     | 21+4       | 9+1        | 4+1        | 8+2        | CT              | 6               | 2               | 1               | 3               | UEL                | 2                  | 0                  | 0                  | 2                  | -           | -           | -           | -           | -           | 33     | 12     | 6      | 15     | 36,36      | 3º          |
| Totale Juvenes/Dogana  | Totale Juvenes/Dogana  | Totale Juvenes/Dogana  | 69         | 33         | 17         | 19         |                 | 25              | 11              | 6               | 8               |                    | 2                  | 0                  | 0                  | 2                  |             | -           | -           | -           | -           | 96     | 44     | 23     | 29     | 45,83      |             |
| 2016-2017              | Murata                 | CS                     | 21         | 6          | 2          | 13         | CT              | 6               | 1               | 1               | 4               | -                  | -                  | -                  | -                  | -                  | -           | -           | -           | -           | -           | 27     | 7      | 3      | 17     | 25,93      | 5º          |
| feb.-giu. 2024         | Vis Novafeltria        | Ecc.                   | 10+1       | 4+1        | 1          | 5          | CI-Ecc.         | -               | -               | -               | -               | -                  | -                  | -                  | -                  | -                  | -           | -           | -           | -           | -           | 11     | 5      | 1      | 5      | 45,45      | Sub., 14º   |
| lug.-nov. 2024         | Vis Novafeltria        | Ecc.                   | 13         | 2          | 6          | 5          | CI-Ecc.         | 4               | 2               | 1               | 1               | -                  | -                  | -                  | -                  | -                  | -           | -           | -           | -           | -           | 17     | 4      | 7      | 6      | 23,53      | Eson.       |
| Totale Vis Novafeltria | Totale Vis Novafeltria | Totale Vis Novafeltria | 24         | 7          | 7          | 10         |                 | 4               | 2               | 1               | 1               |                    | -                  | -                  | -                  | -                  |             | -           | -           | -           | -           | 28     | 9      | 8      | 11     | 32,14      |             |
| lug.-ott. 2024         | Fiorentino             | CS                     | 3+3        | 2          | 0+1        | 1+2        | CT              | -               | -               | -               | -               | -                  | -                  | -                  | -                  | -                  | -           | -           | -           | -           | -           | 6      | 2      | 1      | 3      | 33,33      | Sub., 8º    |
| Totale Fiorentino      | Totale Fiorentino      | Totale Fiorentino      | 67         | 22         | 16         | 29         |                 | 24              | 9               | 4               | 11              |                    | -                  | -                  | -                  | -                  |             | -           | -           | -           | -           | 91     | 31     | 20     | 40     | 34,07      |             |
| Totale carriera        | Totale carriera        | Totale carriera        | 181        | 68         | 42         | 71         |                 | 59              | 23              | 12              | 24              |                    | 2                  | 0                  | 0                  | 2                  |             | -           | -           | -           | -           | 242    | 91     | 54     | 97     | 37,60      |             |

#### Nazionale
Statistiche aggiornate al 17 ottobre 2023.
| Squadra         | Naz                   | dal              | al               | Record | Record | Record | Record | Record | Record | Record | Record     |
| Squadra         | Naz                   | dal              | al               | G      | V      | N      | P      | GF     | GS     | DR     | % Vittorie |
| --------------- | --------------------- | ---------------- | ---------------- | ------ | ------ | ------ | ------ | ------ | ------ | ------ | ---------- |
| San Marino U-21 | San Marino (bandiera) | 1º luglio 2017   | 26 novembre 2021 | 23     | 0      | 0      | 23     | 1      | 94     | −93    | &0,00      |
| San Marino      | San Marino (bandiera) | 28 novembre 2021 | 12 dicembre 2023 | 20     | 0      | 2      | 18     | 5      | 47     | −42    | &0,00      |
| Totale          | Totale                | Totale           | Totale           | 43     | 0      | 2      | 41     | 6      | 141    | −135   | 0,00       |

#### Nazionale nel dettaglio
| 2022              | San Marino        | UEFA Nations League 2022-2023 | 3º nel Gruppo 2 della Lega D       | 4  | 0 | 0 | 4  | &0,00 | 0 | 9  | -9  |
| 2023              | San Marino        | Qual. Euro 2024               | 6º nel girone H, (non qualificato) | 10 | 0 | 0 | 10 | &0,00 | 3 | 31 | -28 |
| Dal 2022 al 2023  | San Marino        | Amichevoli                    |                                    | 6  | 0 | 2 | 4  | &0,00 | 2 | 7  | -5  |
| Totale San Marino | Totale San Marino | Totale San Marino             | Totale San Marino                  | 20 | 0 | 2 | 18 | 0,00  | 5 | 47 | -42 |

#### Panchine da commissario tecnico della nazionale sammarinese
| Cronologia completa delle presenze e delle reti in nazionale ― San Marino | Cronologia completa delle presenze e delle reti in nazionale ― San Marino | Cronologia completa delle presenze e delle reti in nazionale ― San Marino | Cronologia completa delle presenze e delle reti in nazionale ― San Marino | Cronologia completa delle presenze e delle reti in nazionale ― San Marino | Cronologia completa delle presenze e delle reti in nazionale ― San Marino | Cronologia completa delle presenze e delle reti in nazionale ― San Marino | Cronologia completa delle presenze e delle reti in nazionale ― San Marino |
| Data                                                                      | Città                                                                     | In casa                                                                   | Risultato                                                                 | Ospiti                                                                    | Competizione                                                              | Reti                                                                      | Note                                                                      |
| ------------------------------------------------------------------------- | ------------------------------------------------------------------------- | ------------------------------------------------------------------------- | ------------------------------------------------------------------------- | ------------------------------------------------------------------------- | ------------------------------------------------------------------------- | ------------------------------------------------------------------------- | ------------------------------------------------------------------------- |
| 25-3-2022                                                                 | Serravalle                                                                | San Marino                                                                | 1 – 2                                                                     | Lituania                                                                  | Amichevole                                                                | Filippo Fabbri                                                            | Cap: M. Palazzi                                                           |
| 28-3-2022                                                                 | San Pedro del Pinatar                                                     | Capo Verde                                                                | 2 – 0                                                                     | San Marino                                                                | Amichevole                                                                | -                                                                         | Cap: M. Palazzi                                                           |
| 2-6-2022                                                                  | Tallinn                                                                   | Estonia                                                                   | 2 – 0                                                                     | San Marino                                                                | UEFA Nations League 2022-2023 - Lega D                                    | -                                                                         | Cap: M. Vitaioli                                                          |
| 5-6-2022                                                                  | Serravalle                                                                | San Marino                                                                | 0 – 2                                                                     | Malta                                                                     | UEFA Nations League 2022-2023 - Lega D                                    | -                                                                         | Cap: M. Palazzi                                                           |
| 9-6-2022                                                                  | Serravalle                                                                | San Marino                                                                | 0 – 1                                                                     | Islanda                                                                   | Amichevole                                                                | -                                                                         | Cap: M. Vitaioli                                                          |
| 12-6-2022                                                                 | Ta' Qali                                                                  | Malta                                                                     | 1 – 0                                                                     | San Marino                                                                | UEFA Nations League 2022-2023 - Lega D                                    | -                                                                         | Cap: M. Palazzi                                                           |
| 21-9-2022                                                                 | Serravalle                                                                | San Marino                                                                | 0 – 0                                                                     | Seychelles                                                                | Amichevole                                                                | -                                                                         | Cap: M. Vitaioli                                                          |
| 26-9-2022                                                                 | Serravalle                                                                | San Marino                                                                | 0 – 4                                                                     | Estonia                                                                   | UEFA Nations League 2022-2023 - Lega D                                    | -                                                                         | Cap: M. Palazzi                                                           |
| 17-11-2022                                                                | Gros Islet                                                                | Saint Lucia                                                               | 1 – 1                                                                     | San Marino                                                                | Amichevole                                                                | Lorenzo Lazzari                                                           | Cap: M. Vitaioli                                                          |
| 20-11-2022                                                                | Gros Islet                                                                | Saint Lucia                                                               | 1 – 0                                                                     | San Marino                                                                | Amichevole                                                                | -                                                                         | Cap: M. Palazzi                                                           |
| 23-3-2023                                                                 | Serravalle                                                                | San Marino                                                                | 0 – 2                                                                     | Irlanda del Nord                                                          | Qual. Euro 2024                                                           | -                                                                         | Cap: M. Palazzi                                                           |
| 26-3-2023                                                                 | Lubiana                                                                   | Slovenia                                                                  | 2 – 0                                                                     | San Marino                                                                | Qual. Euro 2024                                                           | -                                                                         | Cap: N. Nanni                                                             |
| 16-6-2023                                                                 | Parma                                                                     | San Marino                                                                | 0 – 3                                                                     | Kazakistan                                                                | Qual. Euro 2024                                                           | -                                                                         | Cap: M. Vitaioli                                                          |
| 19-6-2023                                                                 | Helsinki                                                                  | Finlandia                                                                 | 6 – 0                                                                     | San Marino                                                                | Qual. Euro 2024                                                           | -                                                                         | Cap: A. Golinucci                                                         |
| 7-9-2023                                                                  | Copenaghen                                                                | Danimarca                                                                 | 4 – 0                                                                     | San Marino                                                                | Qual. Euro 2024                                                           | -                                                                         | Cap: A. Golinucci                                                         |
| 10-9-2023                                                                 | Serravalle                                                                | San Marino                                                                | 0 – 4                                                                     | Slovenia                                                                  | Qual. Euro 2024                                                           | -                                                                         | Cap: M. Vitaioli                                                          |
| 15-10-2023                                                                | Belfast                                                                   | Irlanda del Nord                                                          | 3 – 0                                                                     | San Marino                                                                | Qual. Euro 2024                                                           | -                                                                         | Cap: M. Vitaioli                                                          |
| 17-10-2023                                                                | Serravalle                                                                | San Marino                                                                | 1 – 2                                                                     | Danimarca                                                                 | Qual. Euro 2024                                                           | Alessandro Golinucci                                                      | Cap: A. Golinucci                                                         |
| 17-11-2023                                                                | Astana                                                                    | Kazakistan                                                                | 3 – 1                                                                     | San Marino                                                                | Qual. Euro 2024                                                           | Simone Franciosi                                                          | Cap: A. Golinucci                                                         |
| 20-11-2023                                                                | Serravalle                                                                | San Marino                                                                | 1 – 2                                                                     | Finlandia                                                                 | Qual. Euro 2024                                                           | Filippo Berardi                                                           | Cap: M. Vitaioli                                                          |
| Totale                                                                    |                                                                           | Presenze                                                                  | 20                                                                        |                                                                           | Reti                                                                      | 5                                                                         |                                                                           |